# آلفرد ادواردز
آلفرد اورموند ادواردز (۱۲ اکتبر ۱۸۵۰ - بعد از ۱۹۰۹) تاجر انگلیسی بود. بهمراهی هربرت کیلپین باشگاه فوتبال میلان ایتالیا را تأسیس کردند. وی به عنوان اولین رئیس باشگاه انتخاب شد.